# سوق السماوة المسقوف
سوق السماوة المسقوف هو أحد أسواق العراق التراثية والمعمارية وأحد المعالم الأثرية لمدينة السماوة في محافظة المثنى يعود تاريخ تأسيسه إلى الحقبة العثمانية حيث بني في منتصف القرن التاسع عشر، يشتهر السوق بمهنة الصفارين التي تعد من الصناعات التقليدية التي كانت رائجة قديماً لإنتاج مختلف أنواع الأواني وأباريق الماء ودلال القهوة وغيرها من أدوات المطبخ النحاسية لعدم وجود الالمنيوم والستيل والبلاستك حينها، السوق المسقّف تضم الكثير من المحال الصغيرة التي لا تتجاوز مساحة الواحد منها المئة متر.